# جيرارد ريدفورت
جيرار دي ريدفورت، المعروف أيضًا باسم جيرارد دي ريدفورت (توفي في 4 أكتوبر 1189)، كان السيد الأكبر لفُرسان الهيكل منذ نهاية عام 1184 وحتى وفاته عام 1189.

## سيرة شخصية
يُعتقد أن جيرارد دي ريدفورت كان على الأرجح من أصل فلاندري (من بلجيكا حاليًا)، على الرغم من أن بعض كتاب القرن التاسع عشر اقترحوا بأنَّهُ جاء من خلفيَّة أنجلو-نورماندية، على ما يبدو من خلال قراءة خاطئة لتسمية "بيدفورد". ومن غير المؤكد متى وصل إلى مملكة القدس، حيث يظهر في سجل الميثاق في خدمة بلدوين الرابع ملك القدس في أواخر سبعينيات القرن الحادي عشر، وبحلول 22 أكتوبر 1179 حصل على رتبة مشير للمملكة.
ويبدو أنه توقع أن يمنحه ريموند الثالث ملك كونتيَّة طرابلس سُلطة قويَّة، ومع ذلك، عندما ورثت سيسيل دوريل إقطاعية والدها الساحلية في بوترون في كونتيَّة طرابلس، تزوجها ريموند (قبل مارس 1181) من بليفين أو بليفانو، ابن شقيق تاجر من بيزا الإيطاليَّة، مقابل مهر عروس قدره 10,000 آلاف بيزنطيَّة. بحلول منتصف القرن الثالث عشر، عندما تم تجميع الحكاية الفرنسية القديمة لوليام الصوري (ما يسمى تاريخ إرنول)، تطورت قصة عروس بوترون إلى أسطورة خيالية وضع فيها عم بليفان السيدة الشابة (والتي أعيدت تسميتها لوسي أو لوسيا) على الميزان، وعرضت على ريموند وزنها ذهباً للحصول على الزواج.

## انضمامه إلى فرسان الهيكل
أصيب جيرار بمرض خطير، وبعد ذلك أخذ نذورًا باعتباره فارسًا من فرسان الهيكل. بحلول يونيو 1183، حصل على رتبة سينيشال النظام. تم انتخابه معلمًا كبيرًا في أواخر عام 1184 أو أوائل عام 1185، بعد وفاة أرنولد توروجا في مدينة فيرونا.
استمر جيرارد في حمل ضغينة ضد الملك ريموند الثالث الطرابلسي، الأمر الذي أثر على بعض مناوراته السياسية. في عام 1186، عندما توفي الملك بلدوين الخامس، انحاز جيرارد بسرعة إلى جانب الملكة سيبيلا ابنة أغنيس دي كورتيناي وزوجها غي دي لوزينيان، في صراع الخلافة الذي أعقب ذلك. كان ريموند وحلفاؤه، بما في ذلك عائلة إبلين، قادة الفصيل المعارض، الذين دعموا مطالبة الأميرة إيزابيلا، أخت سيبيلا الصغرى غير الشقيقة.
في أزمة 1187، استخدم جيرارد الأموال التي أرسلها ملك إنجلترا هنري الثاني لإيداعها لدى فرسان الهيكل في القدس لتوظيف قوات إضافية لحظر آريير للدفاع عن مملكة القدس من القائد المُسلم صلاح الدين الأيوبي. (أرسل هنري الأموال اللازمة لخططه الصليبية المستقبلية، تكفيرًا عن مقتل القاضي توماس بيكيت، وتم إيداع بعضها لدى فرسان المعبد، وبعضها لدى مستشفى الفرسان، في القدس وصور).
توجه جيرارد ومعه أقل من 100 من فرسان الهيكل، مع بعض فرسان الإسبتارية، هاجموا أمير دمشق الأفضل بن صلاح الدين الأيوبي في معركة عين جوزة عام 1187. لكن الأفضل كان لديه أكثر من 5,000 آلاف رجل، لتنتهي المعركة بشكل كارثي لفُرسان الهيكل، حيث قُتل قائد الإسبتارية الكبير روجر دي مولان، كان جيرارد، على الرغم من إصابته، أحد الناجين القلائل. كان تقرير جيرار عن المعركة مصدرًا لقصة قصيرة كتبها البابا أوربان الثالث إلى بالدوين إكستر، رئيس أساقفة كانتربيري.
في يوليو من نفس العام، قاد جيرارد فرسان المعبد في معركة حطين، حيث استولى القائد المُسلم صلاح الدين الأيوبي على طبريا وكان جيرارد يفكر في القيام بمسيرة نحو المدينة لاستعادتها، نصحه ريموند بانتظار وصول صلاح الدين إليهم، حيث أنهم كانوا في موقع محمي جيدًا ويصل بالمياه، وسيتعين عليهم عبور سهل جاف مفتوح للوصول إلى طبريا. عارض جيرارد ذلك وأقنع جاي بمواصلة المسيرة، كان مدعومًا من قبل القائد الصليبي رينالد دي شاتيلون المعروف بإسم أرناط، وهو عدو زميل لريموند، انتهى الأمر بجيشه أن يُحاصر في السهل الجاف ليُهزم في 4 يوليو. استطاع ريموند والعديد من النبلاء الآخرين الهروب، لكن بعض الذين لم يُقتلوا، بما في ذلك همفري دي تورون الرابع، إيميري دي لوزينيان، رينالد، جاي، وكذلك كان جيرارد، كانوا من بين الذين أسرهم القائد صلاح الدين، تم إعدام بقية سجناء الهيكل. ظل جيرارد سجينًا عند الأيوبيين حتى عام 1188، وخلال هذه الفترة كان الأخ تييري (تيريكوس) من صور يأمر بأمره.
أعطى القائد المُسلم صلاح الدين لجيرارد شرطًا مفاده أنه إذا تمكن من إقناع قلعة تمبلر بالاستسلام بسلام، فسيتم إطلاق سراحه، وقد نجح في ذلك، وبعد إطلاق سراحه ذهب إلى طرطوس، حيث قاد باقتدار دفاع فرسان الهيكل عن قلعتهم، التي صمدت بعد سقوط المدينة في أيدي قوات حصار صلاح الدين، بعد أن استعاد السيطرة على أمره من تييري، يبدو أنه استولى على ما تبقى من أموال الملك هنري الثاني التي تركت مع فرسان المعبد في صور، أثار هذا شكوى من المدافع عن المدينة، كونراد مونفيراتو، في رسائل بتاريخ 20 سبتمبر 1188 إلى بالدوين من إكستر وفريدريك بربروسا، حتى أنه قال: "... والأخطر من ذلك، أن سيد المعبد قد هرب مع ملك إنجلترا".
في عام 1189، انضم مرة أخرى إلى جاي، وأخذ فرسان الهيكل إلى حصار عكا، وبعد أن تم أسره مرة أخرى، قطع صلاح الدين رأسه في 4 أكتوبر 1189.

## في الثقافة الشعبية

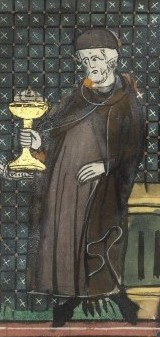
جيرارد ريدفورت، كما ظهر في رسمة دو فاوفيل في عام 1337

العديد من أشكال الوسائط مثل الكتب والقصص المصورة والأفلام والتلفزيون والألعاب، كما هو الحال في المصادر التي أثرت عليها عندما كان على قيد الحياة وبعد ذلك، غالبًا ما تصور جيرار دي ريدفورت على أنه شخص متهور للغاية، شرير، عنيد، متعصب دينيًا، ذاتي. - شخص متعجرف وماكر وأناني معتاد على رفض التنازلات، ويرى أن الأمور ليس لها أي ظلال رمادية بل إما الخير أو الشر فقط، ويحاول باستمرار جعل الكونت ريموند الثالث ملك كونتيَّة طرابلس، حيث يبدو سيئًا أمام كل شيء آخر من خارج البلاد، بل إلى حد وضع حقده عليه وعلى معتقداته الخاصة قبل مصلحة مملكة بيت المقدس وقبل مصلحة جميع فرسان الهيكل، وكذلك من يعتقد أن كل الجيوش تخدم المعتقدات المسيحية. كما يتم تصويره في كثير من الأحيان في أشكال إعلامية على أنه متعاون مع رينالد دي شاتيلون وأغنيس دي كورتيناي في عداوتهما المتبادلة مع الكونت ريموند، وكثيرًا ما يتآمر الاثنان ويخططان لمخططات، بما في ذلك استفزاز الملك غي دي لوزينيان (غالبًا ما يتم تصويره في وسائل الإعلام). على أنهم غير أذكياء تمامًا) إلى الحرب من أجل مخططاتهم الخاصة. ومع ذلك، في كل شكل من أشكال وسائل الإعلام هذه، تؤدي شخصيته إلى التراجع.

### الألعاب
- جيرار هو أيضًا جنرال في مملكة بيت القدس في لُعبة العصور الوسطى الثانية: الحرب الشاملة: حملة الحروب الصليبية للممالك.

- عصر الامبراطوريات الثاني. يظهر كبطل من سلاح الفرسان يُدعى "سيد الهيكل" في مهمة "قرن حطين" ضمن حملة صلاح الدين الأيوبي.

### الأفلام والبرامج التلفزيونية
- تم تصوير جيرارد من قبل نيكولاس بولتون في الفيلم السويدي عام 2007 آرن - فارس الهيكل، وتكملة له عام 2008 آرن - المملكة عند نهاية الطريق ، كل منها يصوره على أنه متعجرف ومتعصب دينيًا بشكل لا يصدق، ونفس لا هوادة فيها. هنا في هذه الأفلام، لا يزال يكره آرن لنفس الأسباب، ومع ذلك يرفض إطلاق سراح آرن، وبدلاً من ذلك يعلن أنه شخص لا يمكنه المغادرة إلا باعتباره هاربًا ويجبره على المشاركة في معركة حطين، سواء عن طيب خاطر أو عن غيره.

- تم تصوير جيرارد من قبل أولريش تومسن في فيلم مملكة السماء عام 2005، حيث يشار إليه ببساطة باسم "سيد الهيكل"، ويتم تصويره على أنه تابع لكل من غي دي لوزينيان ورينالد دي شاتيلون.

## فهرس
- Brevis Regni Ierosolymitani Historia ، in Annali Genovesi di Caffaro e de' suoi Continuatori ، ed. لويجي توماسو بيلجرانو ( Fonti per la Storia d'Italia ، رقم 11)، المجلد. 1 (جنوة، 1890)، ص. 127-49.
- De Expugnatione Terræ Sanctæ per Saladinum Libellus ، في رالف كوجيشال، Radulphi de Coggeshall Chronicon Anglicanum ، أد. جوزيف ستيفنسون (لندن، 1875).
- بيتر دبليو إدبري، فتح القدس والحملة الصليبية الثالثة: مصادر في الترجمة . اشجيت، 1996. [ استمرار الفرنسية القديمة من وليام صور ; تتضمن هذه الطبعة ترجمة لرسالة أوربان الثالث حول معركة كريسون.]
- رينهولد روهريشت (محرر)، ريجيستا ريجني هيروسوليميتاني MXCVII-MCCXCI ، و Additamentum (برلين، 1893-1904)
- روجر هودن ، جيستا ريجيس هنريسي سيكوندي بينيديكتي أباتيس ، أد. وليام ستابس (لندن، 1867).
- روجر هودين، Chronica Magistri Rogeri de Houedene ، أد. ويليام ستابس (لندن، 1868–71)